# Biloculinella
Biloculinella es un género de foraminífero bentónico de la subfamilia Miliolinellinae, de la familia Hauerinidae, de la superfamilia Milioloidea, del suborden Miliolina y del orden Miliolida. Su especie tipo es Biloculina labiata. Su rango cronoestratigráfico abarca desde el Mioceno hasta la Actualidad.

## Clasificación
Biloculinella incluye a las siguientes especies:
- Biloculinella carinata
- Biloculinella chapmani
- Biloculinella cowlitzensis
- Biloculinella cryptella
- Biloculinella cylindrica
- Biloculinella globula
- Biloculinella inflata
- Biloculinella japonica
- Biloculinella labiata
  - Biloculinella labiata var. elongata
- Biloculinella microformis
- Biloculinella ooliniformis
- Biloculinella subsphaerica
- Biloculinella taiwanica
- Biloculinella tenuiaperta
- Biloculinella toddae
- Biloculinella wiesneri

Otras especies consideradas en Biloculinella son:
- Biloculinella asteroides, de posición genérica incierta
- Biloculinella depressa, aceptado como Pyrgo depressa
- Biloculinella irregularis, aceptado como Pyrgoella irregularis
- Biloculinella elongata, considerado sinónimo posterior de Pyrgo williamsoni